# Svenska Dagbladets guldmedalj
Svenska Dagbladets guldmedalj, ofta benämnd Bragdguldet, är ett sportpris som tilldelas "årets främsta svenska idrottsbragd". Det har sedan år 1925 delats ut av Svenska Dagbladet. Enligt stadgarna ska medaljen delas ut i november eller december och kan ges till ett lag eller en individuell idrottare. 
En individuell idrottare kan dock bara tilldelas medaljen totalt två gånger. Detta har skett fem gånger: Ingemar Stenmark (1975, 1978), Björn Borg (1974, 1978), Anja Pärson (2006, 2007), Sarah Sjöström (2015, 2017) och senast Armand Duplantis (2020, 2024).
Dessutom har två personer vunnit medaljen dels som enskild idrottare, dels som del av ett lag. Johan Olsson mottog den 2010 som del av skidstafettlaget, 2013 som individuell, Jan-Ove Waldner den 1989 som del av bordtennislandslaget, 1992 som individuell.

## Historik
Den första bragdmedaljen utdelades 1925. De första åren bestämdes pristagarna genom omröstningar bland tidningens läsare. Häcklöparen Sten "Sten-Pelle" Pettersson vann det första året, och även Sveriges regerande och tenniskunnige kung Gustaf V fick ett antal (60) röster.
1927 års Sven Salén utsågs till pristagare efter en intensiv kampanj med listor utlagda bland annat i stockholmska guldsmedsbutiker. Detta kampanjande ledde till att tidningen året därpå lät bilda en särskild prisnämnd, med uppgift att besluta om pristagare. Nämnden, betitlad Guldmedaljnämnden, kom så småningom att bestå av Svenska Dagbladets chefredaktör och sportchef plus tolv andra ledamöter.
Vid två tillfällen ställdes bragdnämndens traditionella möte in. 1942 räckte det med en rundringning för att utse mångfaldige världsrekordhållaren Gunder Hägg till pristagare. Rundringning gjordes även 1959, då "amatören" Agne Simonsson valdes till förmån för "proffset" Ingemar Johansson (som sagt sig enbart tävla för pengarna, inte för äran).
1980 års pristagare Thomas Wassberg vägrade då att ta emot medaljen, med hänvisning till att VM-guldmedaljören Sven-Åke Lundbäck borde fått den två år tidigare. 2013 (ett år då Johan Olsson fick ta emot bragdguldet efter ytterligare en femmilsbragd) valde dock Wassberg att till slut motta priset.
1982 valdes Mats Wilander (vinnare av Franska öppna), efter en kamp mot främst Tomas Gustafson (Europamästare) och IFK Göteborg (vinnare av Uefacupen). Nämndens val väckte reaktioner (Malmö FF hade fått bragdguldet tre år tidigare, efter att ha förlorat en Europacupfinal). IFK-spelarna gratulerade Wilander via ett telegram med orden "Grattis Mats! Vi slog för många bollar i nät!" (alternativt formulerat som "Vi slog för många bollar i nät. Medaljen är din. Tack för god match och grattis!")
Åren runt millennieskiftet var Magdalena Forsberg en het kandidat till bragdguldet. Hon fick dock aldrig motta priset, trots sex raka världscupsegrar och fyra Jerringpris; bristen på OS-guld låg henne i fatet. 2005 blev hon dock själv medlem av juryn.
I och med att tidningens sportredaktion lades ner 2012, väcktes farhågor för vad som skulle hända med priset. Tidningens sportchef Ola Billger meddelade dock i oktober samma år att det inte fanns någon risk för att priset skulle läggas ner.
Tillkännagivandet av årets pristagare sker numera i regel den första tisdagen i december.

## Svenska Dagbladets guldmedaljörer

### 1920-talet
| Vänster: Per-Erik Hedlund tilldelades medaljen 1928 efter att ha vunnit femmilen i OS samma år. Höger: Fotbollsspelaren Sven Rydell fick medaljen 1931. |  | Vänster: Per-Erik Hedlund tilldelades medaljen 1928 efter att ha vunnit femmilen i OS samma år. Höger: Fotbollsspelaren Sven Rydell fick medaljen 1931. |
| Vänster: Per-Erik Hedlund tilldelades medaljen 1928 efter att ha vunnit femmilen i OS samma år. Höger: Fotbollsspelaren Sven Rydell fick medaljen 1931. |  | |

- 1925 – Sten Pettersson, friidrott
- 1926 – Arne Borg, simning, och Edvin Wide, friidrott
- 1927 – Sven Salén, segling
- 1928 – Per-Erik Hedlund, längdåkning
- 1929 – Gillis Grafström, konståkning, och Sven Utterström, längdåkning

### 1930-talet
- 1930 – Johan Richthoff, brottning
- 1931 – Sven Rydell, fotboll ("för avgörande insats i fotbollslandskampen mot Danmark på Stockholms Stadion"[10])
- 1932 – Ivar Johansson, brottning
- 1933 – Sven "Sleven" Säfwenberg, bandy
- 1934 – Harald Andersson, friidrott
- 1935 – Hans Drakenberg, fäktning
- 1936 – Erik ”Kiruna-Lasse” Larsson, längdåkning
- 1937 – Torsten Ullman, sportskytte
- 1938 – Björn Borg, simning
- 1939 – Sven Selånger, backhoppning

### 1940-talet
| Vänster: Gunder Hägg (t.h.) fick bragdguldet 1942 och Arne Andersson (t.v.) 1943. Höger: 1959 tilldelades Agne Simonsson priset. |  | Vänster: Gunder Hägg (t.h.) fick bragdguldet 1942 och Arne Andersson (t.v.) 1943. Höger: 1959 tilldelades Agne Simonsson priset. |
| Vänster: Gunder Hägg (t.h.) fick bragdguldet 1942 och Arne Andersson (t.v.) 1943. Höger: 1959 tilldelades Agne Simonsson priset. |  | |

- 1940 – Henry Kälarne, friidrott, och Håkan Lidman, friidrott
- 1941 – Alfred Dahlqvist, längdåkning
- 1942 – Gunder Hägg, friidrott
- 1943 – Arne Andersson, friidrott
- 1944 – Nils ”Mora-Nisse” Karlsson, längdåkning
- 1945 – Claes Egnell, modern femkamp
- 1946 – Arvid Andersson, tyngdlyftning
- 1947 – Gösta Frändfors, brottning
- 1948 – William Grut, modern femkamp
- 1949 – Gert Fredriksson, kanotsport

### 1950-talet
- 1950 – Lennart Bergelin, tennis
- 1951 – Rune Larsson, friidrott
- 1952 – Valter Nyström, friidrott
- 1953 – Bertil Antonsson, brottning
- 1954 – Bengt Nilsson, friidrott
- 1955 – Sigge Ericsson, skridsko
- 1956 – Lars Hall, modern femkamp, och Sixten Jernberg, längdåkning
- 1957 – Dan Waern, friidrott
- 1958 – Richard Dahl, friidrott
- 1959 – Agne Simonsson, fotboll

### 1960-talet
| Vänster: Skridskoåkaren Jonny Nilsson tilldelades bragdguldet efter tre VM-guld 1963 på 5 000 och 10 000 meter och sammanlagda poäng. Höger: Björn Borg tilldelades bragdguldet två gånger under sin karriär. |  | Vänster: Skridskoåkaren Jonny Nilsson tilldelades bragdguldet efter tre VM-guld 1963 på 5 000 och 10 000 meter och sammanlagda poäng. Höger: Björn Borg tilldelades bragdguldet två gånger under sin karriär. |
| Vänster: Skridskoåkaren Jonny Nilsson tilldelades bragdguldet efter tre VM-guld 1963 på 5 000 och 10 000 meter och sammanlagda poäng. Höger: Björn Borg tilldelades bragdguldet två gånger under sin karriär. |  | |

- 1960 – Jane Cederqvist, simning
- 1961 – Ove Fundin, speedway och Sten Lundin, motocross
- 1962 – Assar Rönnlund, längdåkning
- 1963 – Jonny Nilsson, skridsko
- 1964 – Rolf Peterson, kanotsport
- 1965 – Kjell Johansson, bordtennis
- 1966 – Kurt Johansson, sportskytte
- 1967 – Bröderna Fåglum (Erik Pettersson, Gösta Pettersson, Sture Pettersson och Tomas Pettersson), cykelsport
- 1968 – Toini Gustafsson Rönnlund, längdåkning
- 1969 – Ove Kindvall, fotboll

### 1970-talet
- 1970 – Gunnar Larsson, simning
- 1971 – Stellan Bengtsson, bordtennis
- 1972 – Ulrika Knape, simhopp
- 1973 – Rolf Edling, fäktning
- 1974 – Björn Borg, tennis
- 1975 – Ingemar Stenmark, alpin skidsport
- 1976 – Anders Gärderud, friidrott, och Bernt Johansson, cykelsport
- 1977 – Frank Andersson, brottning
- 1978 – Björn Borg, tennis, och Ingemar Stenmark, alpin skidsport
- 1979 – Malmö FF, fotboll

### 1980-talet
| Vänster: Thomas Wassberg tilldelades priset 1980 men tog emot det först 2013. Höger: Annika Sörenstam tilldelades medaljen 1995. |  | Vänster: Thomas Wassberg tilldelades priset 1980 men tog emot det först 2013. Höger: Annika Sörenstam tilldelades medaljen 1995. |
| Vänster: Thomas Wassberg tilldelades priset 1980 men tog emot det först 2013. Höger: Annika Sörenstam tilldelades medaljen 1995. |  | |

- 1980 – Thomas Wassberg, längdåkning (avstod från att ta emot medaljen fram till december 2013[11])
- 1981 – Annichen Kringstad, orientering
- 1982 – Mats Wilander, tennis
- 1983 – Håkan Carlqvist, motocross
- 1984 – Gunde Svan, längdåkning
- 1985 – Patrik Sjöberg, friidrott
- 1986 – Tomas Johansson, brottning
- 1987 – Sveriges ishockeylandslag och Marie-Helene Westin, längdåkning
- 1988 – Tomas Gustafson, skridsko
- 1989 – Bordtennislandslaget (Jan-Ove Waldner, Mikael Appelgren, Jörgen Persson, Erik Lindh och Peter Karlsson)

### 1990-talet
- 1990 – Stefan Edberg, tennis
- 1991 – Pernilla Wiberg, alpin skidsport
- 1992 – Jan-Ove Waldner, bordtennis
- 1993 – Torgny Mogren, längdåkning
- 1994 – Sveriges herrlandslag i fotboll
- 1995 – Annika Sörenstam, golf
- 1996 – Agneta Andersson och Susanne Gunnarsson, kanotsport
- 1997 – Ludmila Engquist, friidrott
- 1998 – Sveriges herrlandslag i handboll
- 1999 – Tony Rickardsson, speedway

### 2000-talet
| Vänster: Anja Pärson blev den första som tilldelades bragdguldet två år i följd – 2006 och 2007. Höger: Sveriges damstafettlag i längdskidåkning fick 2014 motta bragdguldet. |  | Vänster: Anja Pärson blev den första som tilldelades bragdguldet två år i följd – 2006 och 2007. Höger: Sveriges damstafettlag i längdskidåkning fick 2014 motta bragdguldet. |
| Vänster: Anja Pärson blev den första som tilldelades bragdguldet två år i följd – 2006 och 2007. Höger: Sveriges damstafettlag i längdskidåkning fick 2014 motta bragdguldet. |  | |

- 2000 – Lars Frölander, simning [12]
- 2001 – Per Elofsson, längdåkning
- 2002 – Susanne Ljungskog, cykelsport
- 2003 – Carolina Klüft, friidrott
- 2004 – Stefan Holm, friidrott
- 2005 – Kajsa Bergqvist, friidrott
- 2006 – Anja Pärson, alpin skidsport
- 2007 – Anja Pärson, alpin skidsport
- 2008 – Jonas Jacobsson, sportskytte (parasport)
- 2009 – Helena Ekholm, skidskytte

### 2010-talet
- 2010 – Svenska herrstafettlaget, längdskidåkning (Daniel Richardsson, Johan Olsson, Anders Södergren, Marcus Hellner)
- 2011 – Therese Alshammar, simning[13]
- 2012 – Lisa Nordén, triathlon
- 2013 – Johan Olsson, längdskidåkning[14]
- 2014 – Svenska damstafettlaget, längdskidåkning (Ida Ingemarsdotter, Emma Wikén, Anna Haag, Charlotte Kalla)[15]
- 2015 – Sarah Sjöström, simning[16]
- 2016 – Henrik Stenson, golf[17]
- 2017 – Sarah Sjöström, simning[18]
- 2018 – Hanna Öberg, skidskytte[19]
- 2019 – Tove Alexandersson, orientering [20][12]

### 2020-talet
- 2020 – Armand Duplantis, friidrott[21]
- 2021 – Svenska hopplandslaget, ridsport (Malin Baryard-Johnsson, Henrik von Eckermann och Peder Fredricson)[22]
- 2022 – Nils van der Poel, skridsko[23]
- 2023 – Daniel Ståhl, friidrott[24][25]
- 2024 – Armand Duplantis, friidrott[26][27]

## Guldmedaljnämnden
Svenska Dagbladets guldmedaljnämnd – "Bragdnämnden" – är den jurykommitté som årligen utser vem som för sina idrottsprestationer belönas med Svenska Dagbladets guldmedalj. Nämnden består av fjorton ledamöter, som sitter/kan sitta som ledamöter fram till 67 års ålder.

### Ledamöter 2023[29]
- Ara Abrahamian (2023–)[29]

- Therese Alshammar (2023–)[29]
- Tomas Brolin (2013–[28])
- Magdalena Forsberg (2005–[30])
- Lisa Irenius (2023–, ordförande)[29]
- Charlotte Kalla (2023–)[29]
- Carolina Klüft (2014–[31])
- David Lega (2006–[31])
- Anders Lindblad (2014–, sekreterare[31])
- Karin Mattsson (2011–[31])
- Anette Norberg (2015–[31])
- Jörgen Persson (2018–)[29]
- Tony Rickardsson (2016–[31])
- Mats Sundin (2013–[28])

### Tidigare ledamöter
- Henry Allard (1960–1975)
- August Anderberg, (1928–1948)
- Carl-Gustaf Anderberg (1977–1992)
- Agneta Andersson (2006–2023[31])
- Bo Bengtsson (1976–1980)
- Orvar Bergmark (1985–1997)
- Erik Bergvall (1928–1948)
- Matts Carlgren (1965–1984)
- Ola Billger (även sekreterare[32])
- Gösta Björck (1945–1955)
- Ernst Bredberg (1928–1947)
- Tore Brodd (1962–1984)
- Anna Careborg, (2019–2023) ordförande
- Björn Ekblom
- Bo Ekelund (1934–1958)
- Tommy Engstrand (1982–2006)
- Conny Evensson (2006–2016[28])
- Gunnar Ericsson (1965–1985)
- Bo Gentzel (1997–2010)
- Karl Frithiofson (1971–1982)
- Toini Gustafsson-Rönnlund (1982–2005)
- Anders Gärderud (1999–2012)
- Sven von Holst (1982–2015)
- Elis Håstad (1958–1959)
- Paul Högberg (1970–1979)
- Sten Insulander (1948–1970)
- Sixtus Jansson (1928–1948)
- Anton Johanson (1928–1948)
- Lennart Johansson (1987–1996)
- Fredric Karén (2013–2019) ordförande
- Ernst Killander (1928–1957)
- Ulrika Knape Lindberg (1989–2022)[33]
- Annichen Kringstad (1992–2022[31])
- Lars-Åke Lagrell (1996–2007)
- Albert Ledin (1949–1961)
- Gunilla Lindberg (1993–2014)
- Pontus Lindberg (1952–1971)
- Stefan Lindeberg (1996–[31]2017)
- Sven A Lindhagen (1949–1965)
- Alex Lindman (1928–1940)
- Stina Ljunggren (1978–1991)
- Arne Ljungqvist (1983–1998)
- Victor Lundqvist (1928)
- Ulf Lönnqvist (1985–2003)
- Sten Pettersson (1945–1968)
- Clarence von Rosen (1928–1944)
- Einar Råberg (1928–1956)
- Bengt Saltin (1970–1988)
- Bengt Sevelius (1979–1999)
- Nils Stenberg (1969–1981)
- Håkan Sundin (1985–1996)
- Rune Sundqvist (1954–1977)
- Sten Svensson, informationschef på Riksidrottsförbundet (1954–1967)
- Tommy Svensson (1998–2016[28])
- Sune Sylvén (1981–2007[34])
- Torsten Tegnér (1928–1934[3])
- Sven Thofeldt (1945–1970)
- Bertil Uggla (1928–1945)
- Torsten Wiklund (1950–1971)